# Quiero ser (cortometraje)
Quiero ser es el título del cortometraje del año 2000 del realizador alemán Florian Gallenberger, con el que ganó un premio Óscar en 2001 en la categoría de Mejor Cortometraje. Se trata de una coproducción Alemania-México.
Florian Gallenberger realizó Quiero ser como trabajo final para graduarse en la Universidad de Cine y Televisión de Múnich, Alemania.

## Argumento
El cortometraje trata de dos hermanos, Jorge y Juan, que viven en las calles de la Ciudad de México. Como cantantes callejeros pretenden ganar 100 pesos, para así adquirir un permiso de venta de globos. Juan, el más joven de los hermanos, sabe leer y escribir y le da gran valor a la responsabilidad; por ejemplo: está en contra de gastar el dinero en comida, por ello buscan en la basura por comida. Juan es además talentoso en los negocios y convence al permisionario de mantener la licencia de venta de globos en 100 pesos, también sueña con un mejor nivel de vida y asistir a la escuela. Jorge por el contrario no es tan responsable y no es ahorrativo y se guarda un poco de dinero para gastarlo con la chica que le gusta, la vendedora de raspados. Un día Jorge roba 20 pesos del dinero ahorrado, para así poder gastarlos con la chica de los raspados. A Juan no le hace ninguna gracia que su hermano haya abusado de su confianza y decide continuar su camino solo. 
Con el paso del tiempo Juan regresa como un hombre exitoso al bar en el que solía cantar junto con su hermano durante su niñez, pero Jorge no ha salido de la pobreza y continúa con una vida de derrotado.

## Premios y nominaciones
- Ganó el Premio Oscar en 2001 al mejor cortometraje, además de otros premios en festivales internacionales.

## Otros
El cortometraje